# Ponç (Urgell)
Ponç (deutsch Pontius; † 1243) war ein Graf von Urgell und Vizegraf von Áger aus dem Haus Cabrera. Er war ein Sohn des Guerau IV. de Cabrera, 1213–1228 Graf von Urgell, und der Eilo Pérez de Castro.
Mit seinem Vater hatte Ponç 1228 gegen König Jakob I. von Aragón und dessen Mätresse Aurembiaix um die Grafschaft Urgell gekämpft. Der Vater war allerdings noch im selben Jahr gestorben und der König militärisch überlegen gewesen, weshalb Ponç den Verlust von Urgell an die Rivalin hinnehmen musste. Nach deren erbenlosen Tod 1231 war Urgell an die Krone Aragón gefallen. Ponç aber hatte seine Ansprüche auf die Grafschaft nicht aufgegeben und diese gegenüber dem König stets vertreten. Als der König 1236 seinen Feldzug gegen Valencia plante und dafür in Katalonien ruhige Verhältnisse wünschte, zeigte er sich bereit, dem Anliegen der Cabrera nachzugeben. In Tàrrega wurde Ponç förmlich mit der Grafschaft Urgell beliehen und mit der Kontrolle über die meisten ihrer Burgen ausgestattet. Im Gegenzug musste er vertraglich einen Verzicht auf die Städte Lleida und Balaguer leisten, die bei der Krone verbleiben sollten. Damit war Urgell für die Familie Cabrera wiedergewonnen, doch sollte ihre Herrschaft dort auch in Zukunft nicht unumstritten belieben.
Ponç war in erster Ehe verheiratet mit Aurembiaix, eine Tochter des Ramon II. de Montcada, Herr von Tortosa. Sie hatten keine Kinder.
Seine zweite Frau war die kastilische Adlige María González Girón, mit der er drei Söhne hatte:
- Ermengol IX. († 1243), Graf von Urgell.
- Álvaro „Rodrígez“ († 1267), Graf von Urgell.
- Guerau

## Weblink
- COMTES de URGELL (CABRERA) 1231-1275 bei Foundation for Medieval Genealogy.ac

| Vorgänger    | Amt                       | Nachfolger   |
| ------------ | ------------------------- | ------------ |
| Krone Aragón | Graf von Urgell 1236–1243 | Ermengol IX. |

| Personendaten    | Personendaten   |
| ---------------- | --------------- |
| NAME             | Ponç            |
| ALTERNATIVNAMEN  | Pontius         |
| KURZBESCHREIBUNG | Graf von Urgell |
| GEBURTSDATUM     | 13. Jahrhundert |
| STERBEDATUM      | 1243            |